# Utspädningsfilosofi
Utspädningsfilosofi är ett gammaldags tankesätt kring rening av vätskor som går ut på att det räcker med att späda tillräckligt mycket för att rena vätskan. Tankesättet som var populärt inpå 1970-talet har inneburit stora påfrestningar på miljön.